# 一栗村
一栗村（いちくりむら）は、昭和29年（1954年）まで宮城県玉造郡の東南部にあった村。現在の大崎市岩出山下一栗・岩出山上野目・岩出山池月にあたる。

## 地理
- 河川：江合川

## 沿革
- 明治8年（1875年）10月17日 - 水沢県による村落統合にともない、上一栗村・上宮村・下宮村・鵙目村が合併して池月村が成立。
- 明治22年（1889年）4月1日 - 町村制施行にともない、下一栗村・上野目村・池月村の計3か村が合併して一栗村が発足。
- 昭和29年（1954年）4月1日 - 岩出山町・西大崎村・真山村と合併し、新制の岩出山町となる。

## 行政
- 歴代村長

| 代 | 氏名         | 就任                      | 退任                       | 備考 |
| -- | ------------ | ------------------------- | -------------------------- | ---- |
| 1  | 岡本勇吉     | 明治22年（1889年）4月     | 明治28年（1895年）1月30日  |      |
| 2  | 阿部忠右衛門 | 明治28年（1895年）1月31日 | 明治32年（1899年）2月6日   |      |
| 3  | 後藤吉右衛門 | 明治32年（1899年）2月7日  | 明治33年（1900年）2月14日  |      |
| 4  | 岡本彦四郎   | 明治33年（1900年）2月21日 | 明治36年（1903年）2月23日  |      |
| 5  | 佐々木孝之助 | 明治36年（1903年）7月1日  | 明治38年（1905年）5月15日  |      |
| 6  | 大沼与四郎   | 明治38年（1905年）11月1日 | 明治40年（1907年）2月19日  |      |
| 7  | 今野信夫     | 明治41年（1908年）12月1日 | 明治42年（1909年）2月6日   |      |
| 8  | 金成三朗     | 明治42年（1909年）6月16日 | 明治43年（1910年）11月24日 |      |
| 9  | 佐々木源之亟 | 大正3年（1914年）3月14日  | 大正11年（1922年）4月13日  |      |
| 10 | 佐藤養吉     | 大正11年（1922年）4月20日 | 大正13年（1924年）4月9日   |      |
| 11 | 佐々木熊之進 | 大正13年（1924年）6月13日 | 昭和2年（1927年）3月1日    |      |
| 12 | 白井文一郎   | 昭和2年（1927年）9月7日   | 昭和6年（1931年）9月6日    |      |
| 13 | 安倍春雄     | 昭和8年（1933年）1月7日   | 昭和12年（1937年）1月6日   |      |
| 14 | 沢口一郎     | 昭和12年（1937年）1月9日  | 昭和19年（1944年）2月5日   |      |
| 15 | 黒崎利平     | 昭和19年（1944年）3月24日 | 昭和21年（1946年）11月25日 |      |
| 16 | 中鉢国之助   | 昭和22年（1947年）4月8日  | 昭和26年（1951年）4月4日   |      |
| 17 | 五十嵐喜太郎 | 昭和26年（1951年）4月25日 | 昭和29年（1954年）3月31日  |      |

## 教育
- 一栗村立池月小学校
- 一栗村立上野目小学校
- 一栗村立一栗中学校

## 交通

### 鉄道
- 国鉄陸羽東線：池月駅